# Stone in the water
Stone in the water is het tweede studioalbum dat Stefano Bollani onder eigen naam opnam voor ECM Records. Tussendoor verschenen er wel albums met hem op het platenlabel, maar die stonden op naam van Enrico Rava. Stone in the water bevat smooth jazz met een vleugje klassieke muziek in een combinatie van Italiaanse solist en Deense begeleiding. Het album is in oktober 2008 opgenomen in de Avatar Studios in New York, alwaar hij ook opnam met eerdergenoemde Rava.

## Musici
- Stefano Bollani – piano
- Jesper Bodilsen – contrabas
- Morten Lund - slagwerk

## Muziek
| Nr. | Titel                                                        | Duur |
| --- | ------------------------------------------------------------ | ---- |
| 1.  | Dom de iludir (Caetano veloso)                               | 5:53 |
| 2.  | Orvieto (Bodilsen)                                           | 7:87 |
| 3.  | Edith (Bodilsen)                                             | 7:26 |
| 4.  | Brigas nunca mais (Antonio Carlos Jobim, Vinicius de Moraes) | 6:24 |
| 5.  | Il cervello del pavone (Bollani)                             | 7:04 |
| 6.  | Un sasso nello stagno (Bollani)                              | 5:45 |
| 7.  | Improvisatie 13 in a mineur (Francis Poulenc)                | 6:14 |
| 8.  | Asuda (Bollani)                                              | 9:12 |
| 9.  | Joker in the village (Bollani)                               | 6:24 |